# Place des Victoires
Die Place des Victoires gehört zu den fünf so genannten „königlichen Plätzen“ von Paris  und befindet sich etwa 500 m nördlich vom Louvre an der Grenze des 1. und des 2. Arrondissements.

## Entstehungsgeschichte

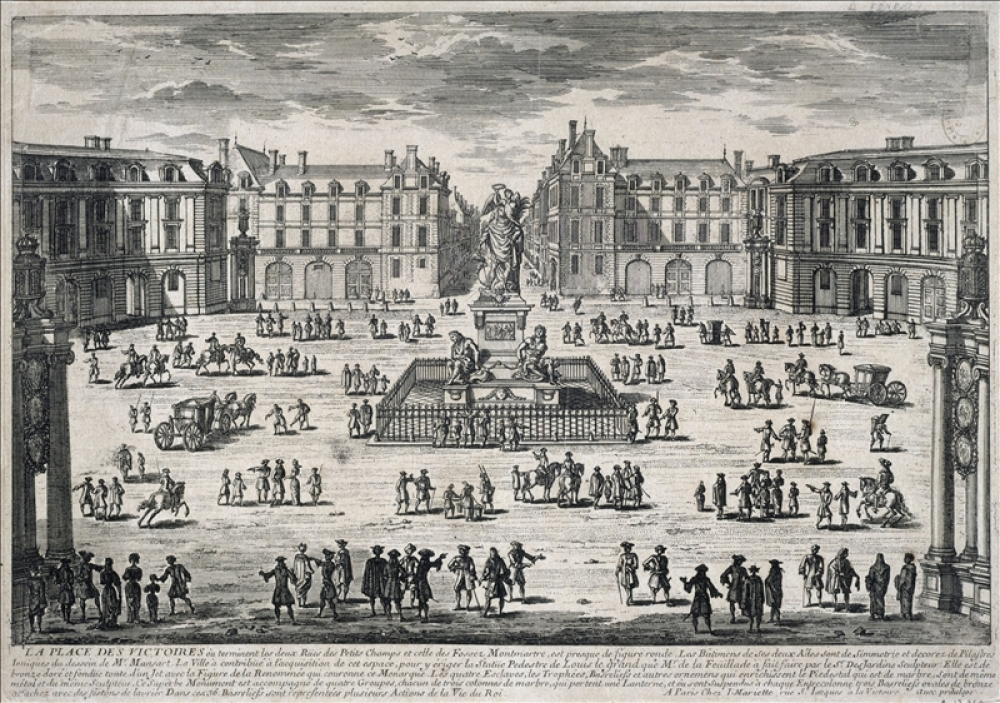
Place des Victoires, Aquarell von Adam Perelle (1690)

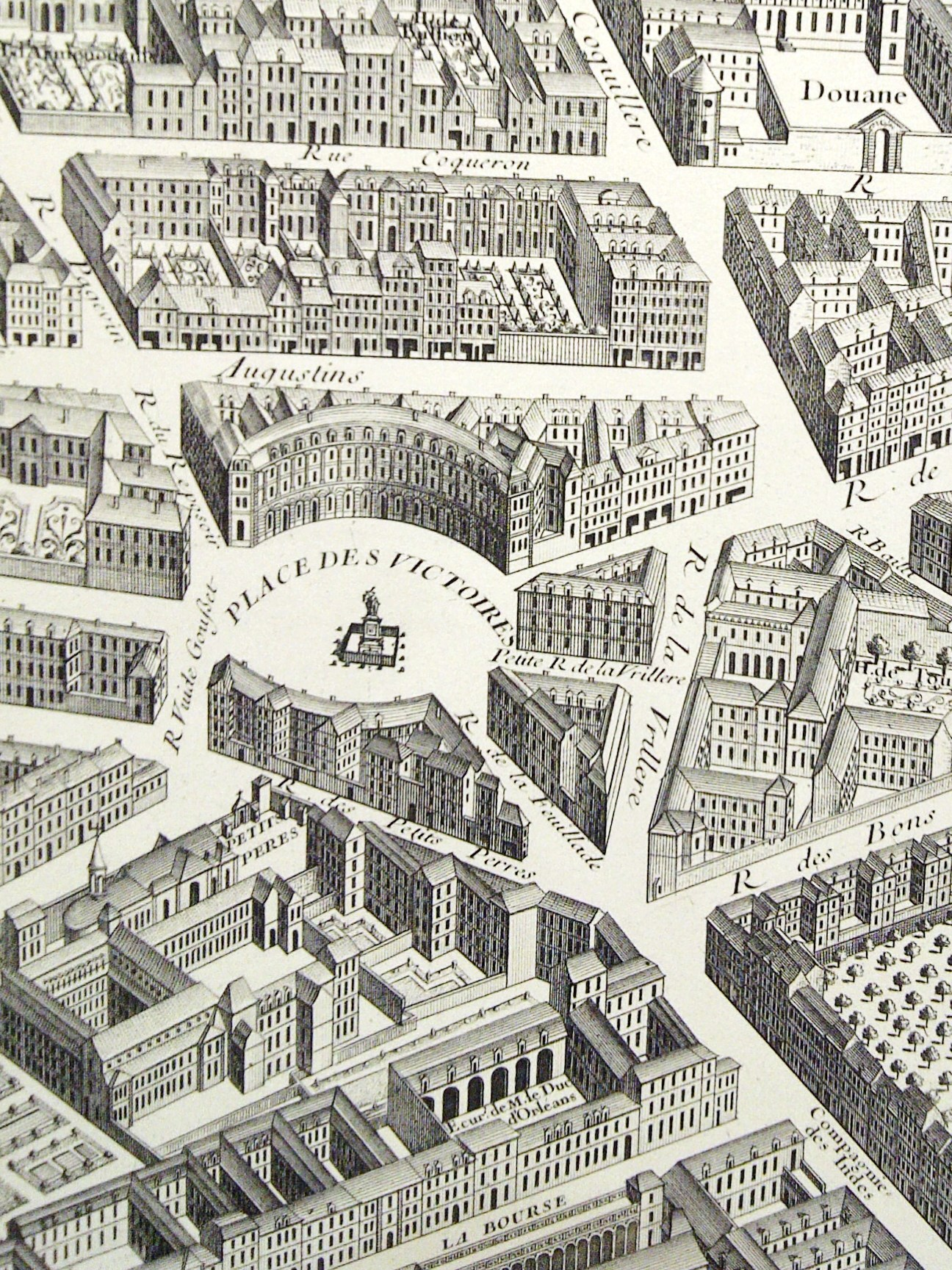
Plan de Turgot: Quartier des Victoires (1739)

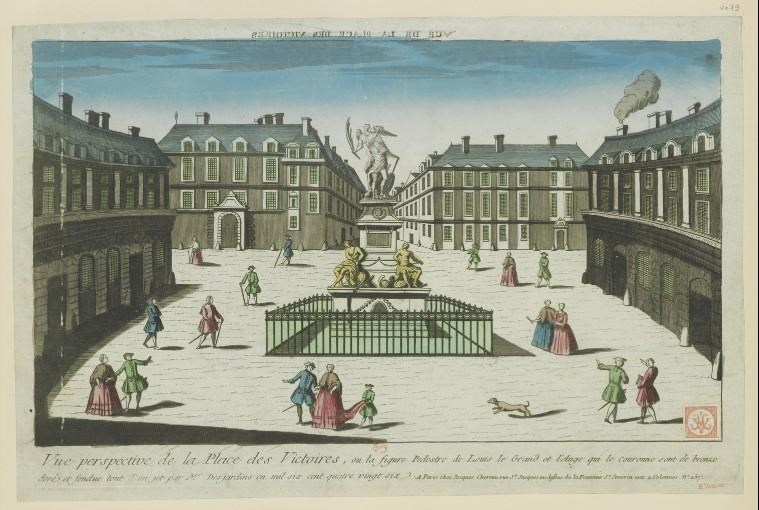
Place des Victoires, Aquarell von Jacques Chereau (1775)

Die Place des Victoires (Platz der Siege) ist der drittälteste der 5 royalen Plätze in Paris. Der Duc (Herzog) und Marschall François d’Aubusson de La Feuillade schloss 1682 einen Vertrag mit Martin Desjardins über die Herstellung einer Bronzestatue von Ludwig XIV. zu dessen Huldigung. Gleichzeitig verhandelte er mit der Stadt Paris über einen günstigen Standort für diese Statue. Als geeignet erwies sich ein Areal etwa 500 Meter nördlich des Louvre. Der Name des Platzes sollte an den Sieg des Königs im Französisch-Niederländischen Krieg erinnern. La Feuillade beauftragte außerdem 1683 den Architekten Jules Hardouin-Mansard mit der Planung von Gebäuden, die den Platz umrahmen sollten. Nachdem Marschall La Ferté im Jahre 1681 gestorben war, erwarb am 6. Dezember 1683 La Feuillade das seit 1648 bestehende Haus „La Ferté-Senneterre“, das sich an der Stelle der heutigen Banque de France befand. Die Stadt erwarb am 23. Juli 1685 das Haus des Charles Perrault am Platz, um es abreißen zu können. Die bei der Anlage des Platzes noch störenden Gebäude wurden ab März 1685 abgerissen; zahlreiche Häuser mussten weichen, unter anderem auch das des Bauherrn La Feuillade. Ein königliches Dekret vom 19. Dezember 1685 sorgte für den offiziellen Baubeginn.
Mansart überließ die Umbauung des Platzes dem Architekten Jean-Baptiste Prédot, gab den einheitlichen Platzfassaden eine kolossale ionische Ordnung über einem gebänderten Arkadengeschoss und krönte die Häuser mit Mansarddächern. Dabei war die Fassadenhöhe so berechnet, dass das Hauptgesims die Bronzestatue, auch wenn man sie von der Peripherie des Platzes betrachtete, nicht überragte. Er ließ seine Bauwerke am Platz mit Arkadengängen, einer Beletage (1. Stock) für Aristokraten versehen, trennte die Fensterachsen durch große Pilaster, das ausgebaute Dachgeschoss weist die typischen Mansardenfenster auf. Die am Place des Victoires errichteten Gebäude gehören neben denen am Place Vendome zu Mansarts Meisterwerken.
Bei der Einweihung des Platzes am 29. Juni 1687 mündeten lediglich 3 Straßen in den Platz. Der Platzgrundriss bildet einen Kreis, der an einer Seite von einer einmündenden Straße abgeschliffen ist. Die Baukosten beliefen sich auf 7 Millionen Livres und trieben den Erbauer La Feuillade beinahe in den Ruin. Als König Ludwig XIV. 1687 bei einem seiner seltenen Paris-Besuche den Platz besichtigte, waren die von Mansart entworfenen Gebäude noch nicht fertiggestellt. Um dem König den Anblick einer Baustelle zu ersparen, ersetzte man die fehlenden Fassaden durch mit Hausfassaden bemalte Leinwände. Erst als am 1. September 1690 Edme Pellé das Haus Nr. 8 für 9000 Livres erwarb, war das letzte Gebäude fertig.

## Wechselnde Statuen

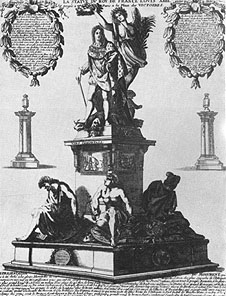
Place des Victoires – ursprüngliche Statue Louis XIV.
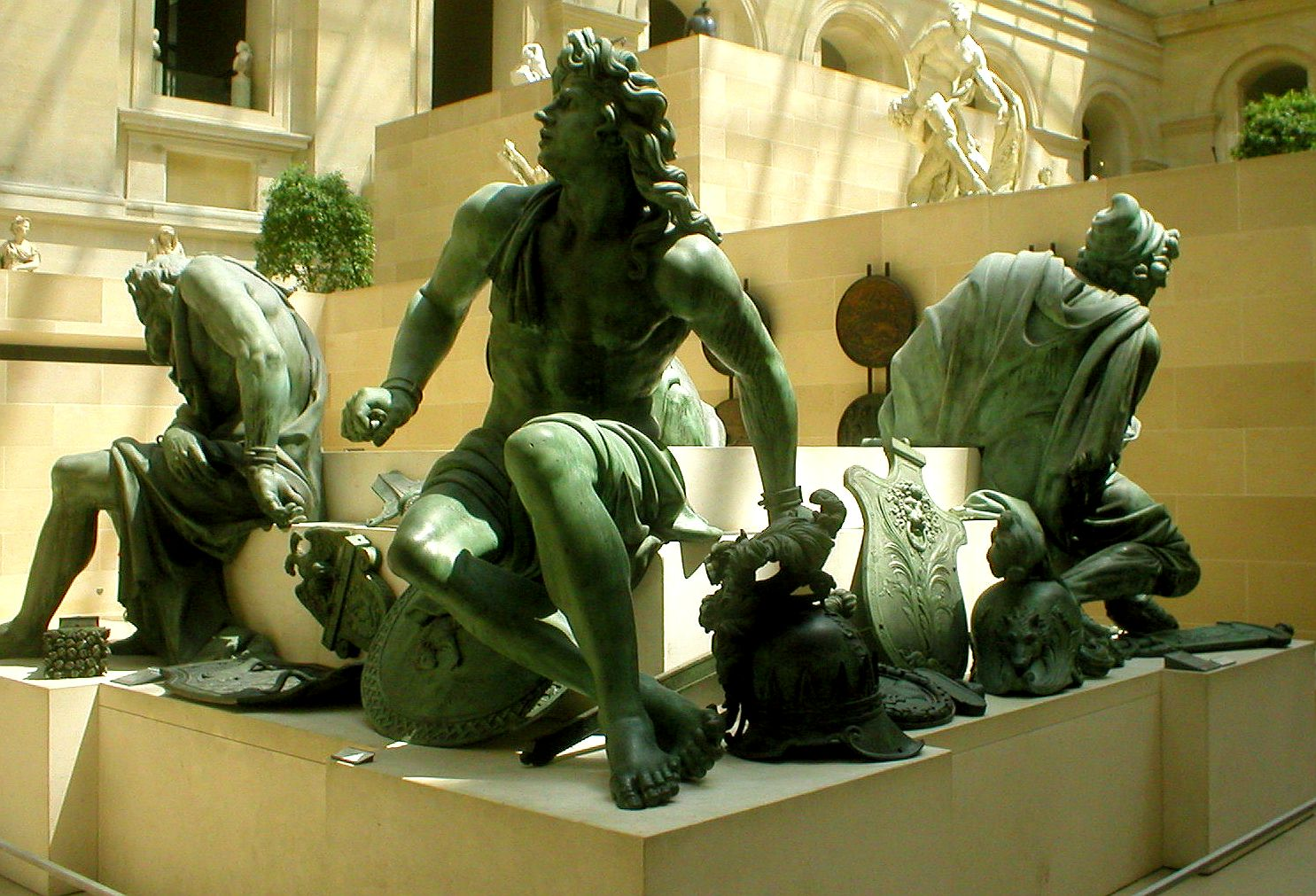
Place des Victoires – Reste der Schmuckelemente des Sockels von Desjardins, ausgestellt im Cour Puget des Louvre
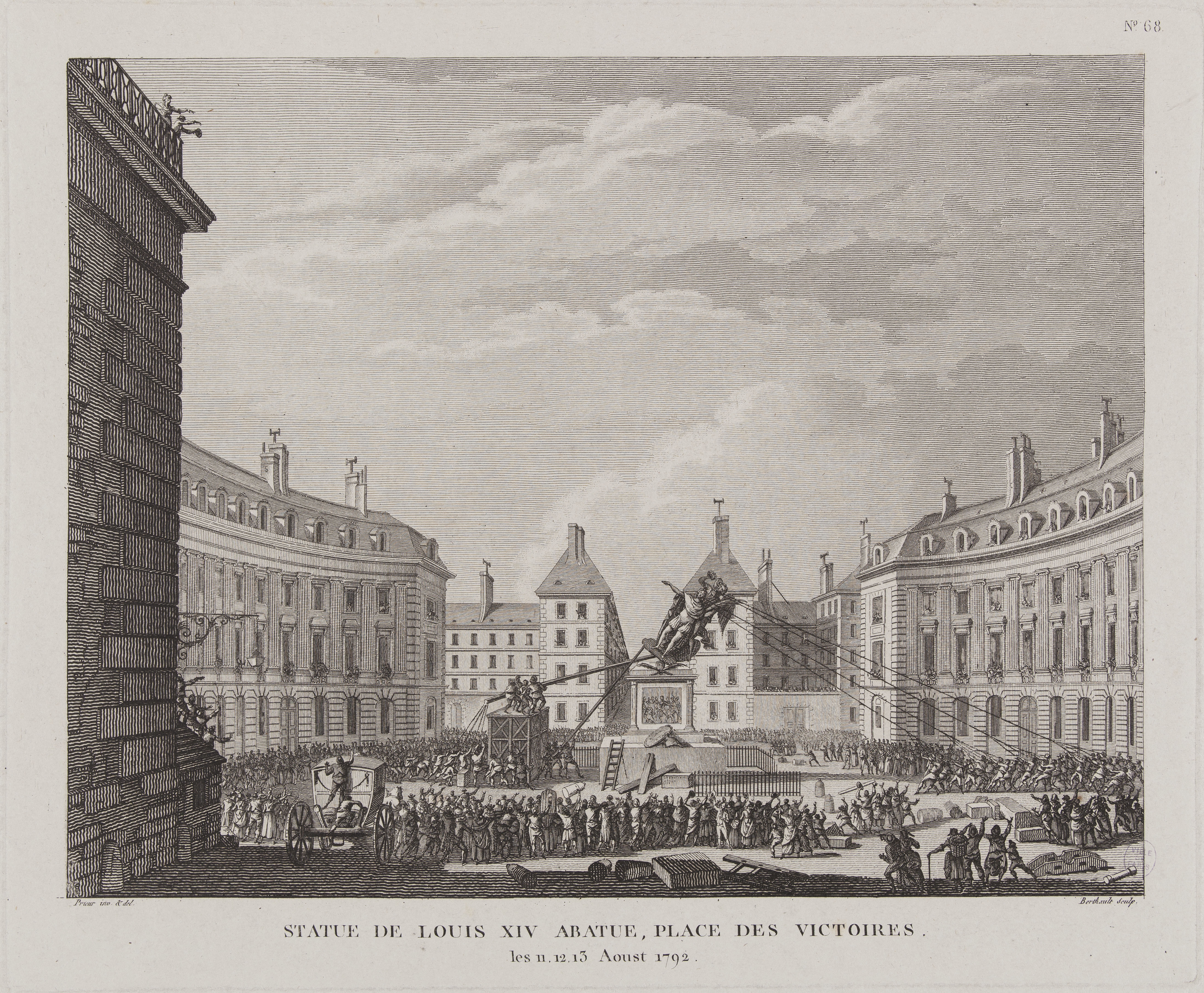
Place des Victoires – Abriss der Statue Louis XIV. am 13. August 1792
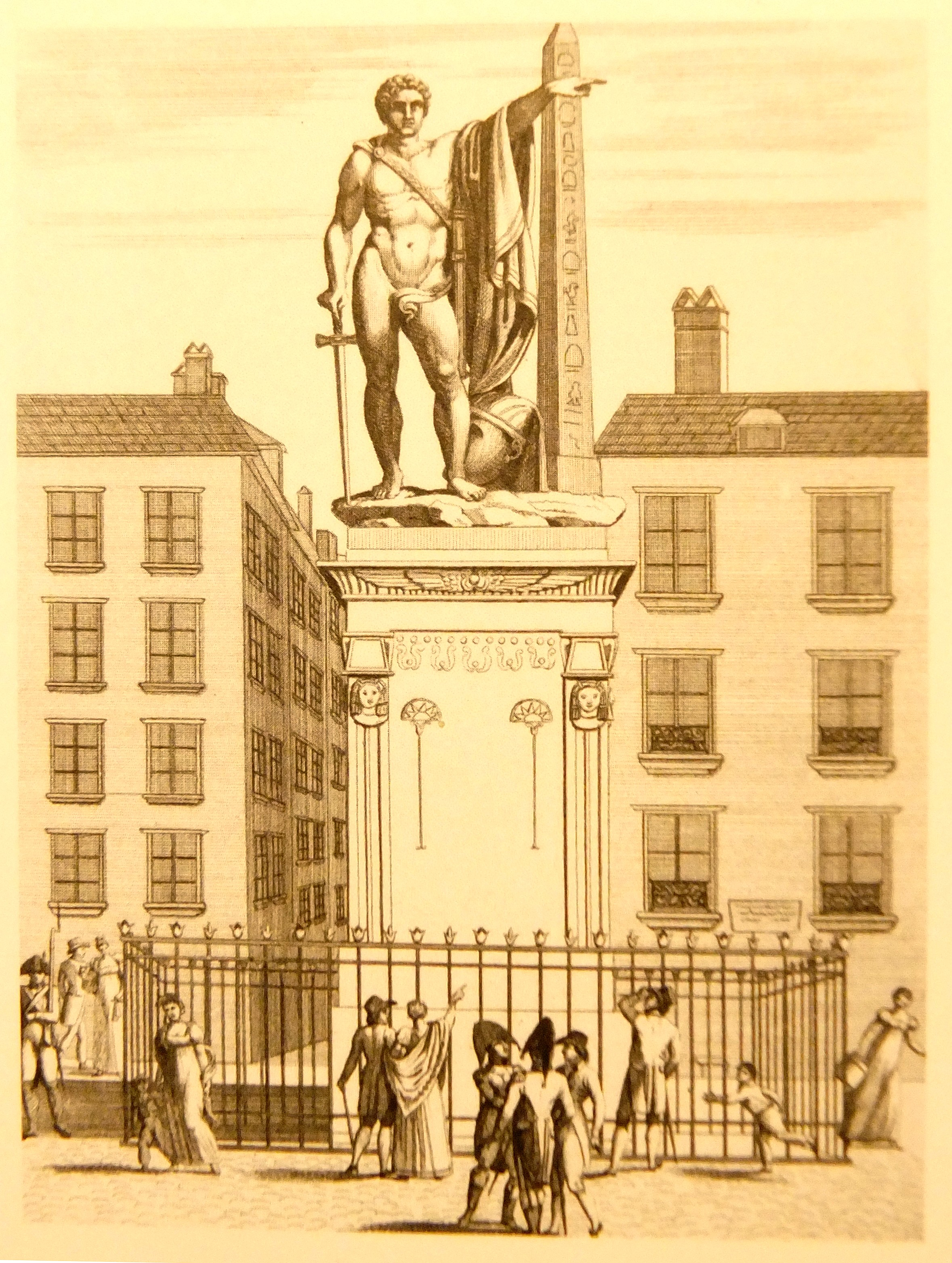
Place des Victoires – Statue des General Desaix von Claude Dejoux, 1810 aufgestellt, 1814 entfernt
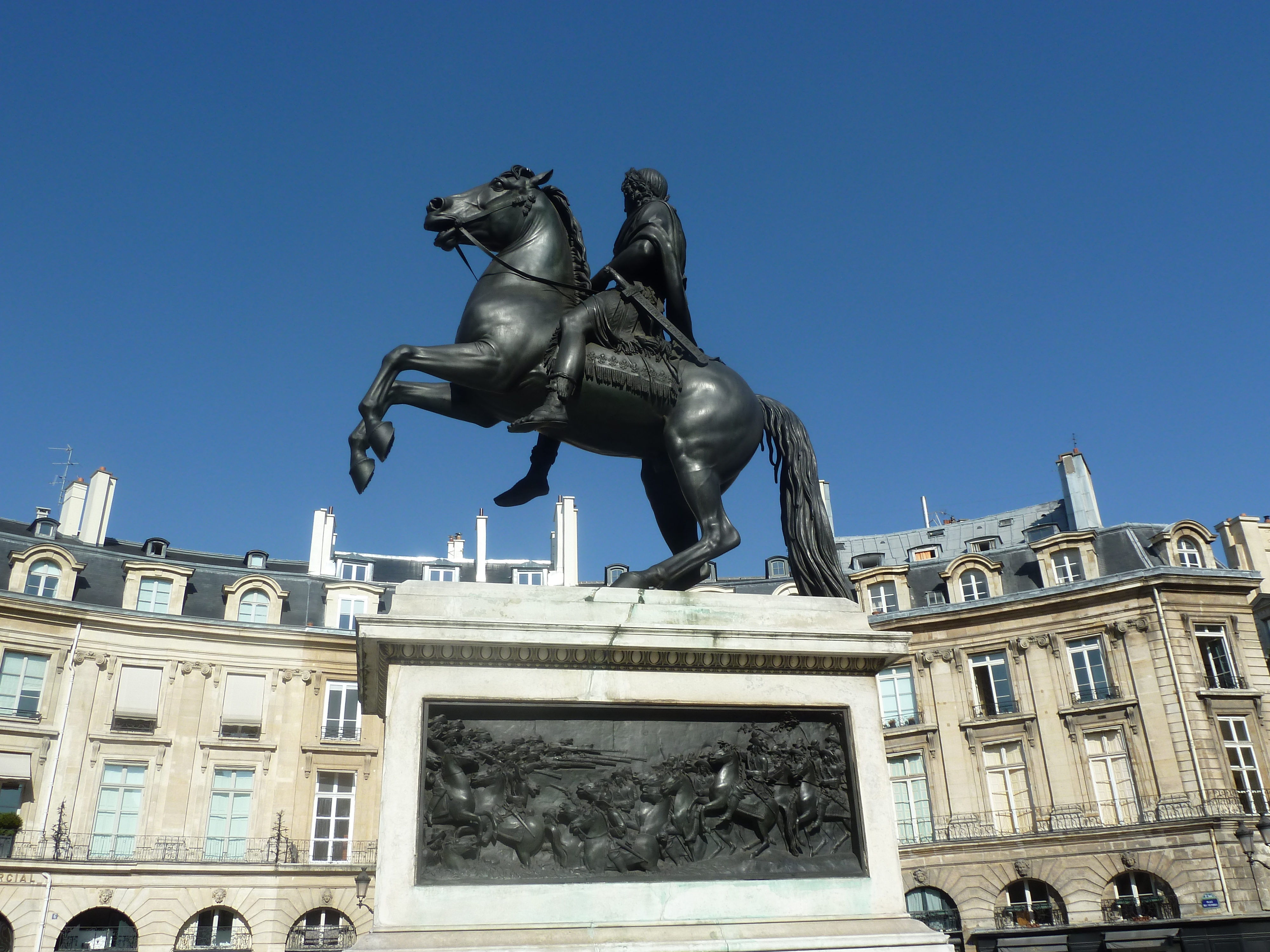
Place des Victoires - Ludwig XIV. (Oktober 2014)

In der Platzmitte wurde am 18. März 1686 zunächst ein von Martin Desjardin stammendes vergoldetes und 12 Meter hohes Bronzestandbild enthüllt, das den Frieden von Nimwegen verherrlichte. Es zeigte den triumphierenden, von einer Victoria gekrönten König, den Fuß auf einem dreiköpfigen Zerberus (gemeint war die Tripel-Allianz) über vier angeketteten Kriegerfiguren. Diese symbolisierten das Kaiserreich, Spanien, Brandenburg-Preußen und die Niederlande. Der König konnte wegen Krankheit an den Einweihungsfeierlichkeiten nicht teilnehmen. Das Denkmal löste diplomatische Proteste der dargestellten Mächte und eine Flut von empörten Flugschriften aus, die Ludwig Eitelkeit, Hybris und lästerliche Selbstvergötzung vorwarfen.
Das Denkmal wurde während der Französischen Revolution zwischen dem 10. und 13. August 1792 entfernt, die Bronzestatue des Königs eingeschmolzen, die vier Gefangenen jedoch bewahrt (sie befinden sich heute im Louvre). Am 15. August 1810 enthüllte Napoleon I. an seinem Geburtstag das von Claude Dejoux geschaffene nackte Standbild des Generals Louis Charles Antoine Desaix, das stets umstritten war und kurz darauf 1814 während der Befreiungskriege ebenfalls verschwand. Nach einem königlichen Dekret vom 14. April 1819 musste die dritte Statue aus Bronze sein. Am 25. August 1822 ersetzte man das alte Standbild durch ein neues Monument Ludwigs XIV. auf bäumendem Pferd von François Joseph Bosio, aufgestellt auf fünf Blöcken aus Carrara-Marmor.

## Gebäude

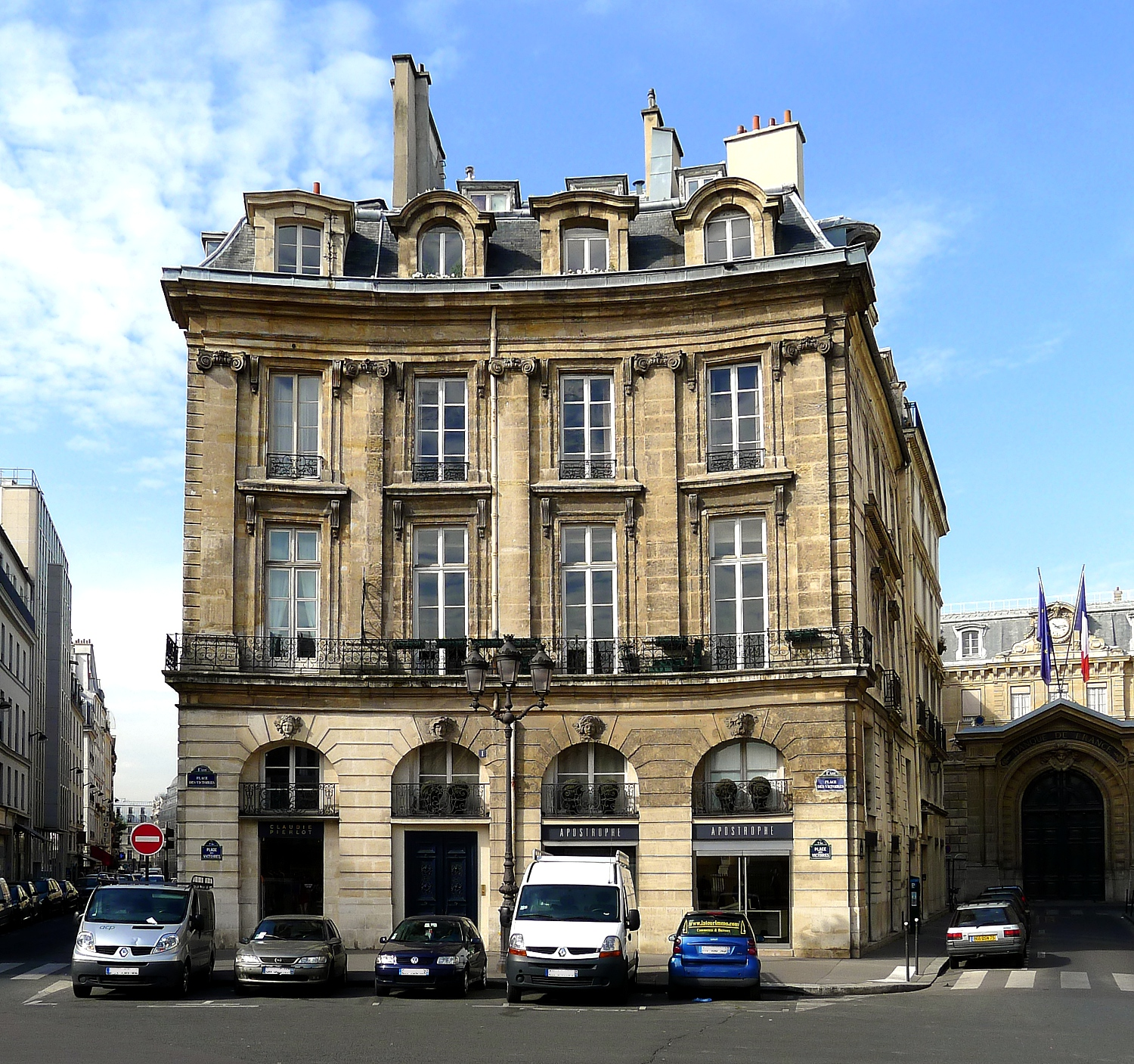
Place des Victoires - Hôtel Charlemagne (Nr. 1)

Die heutigen Häuser rund um den Platz heißen offiziell „Hôtel“, sind jedoch so genannte Hôtel particulier, also Stadthäuser für die wohlhabende Bevölkerung. Hierin befinden sich heute gehobene Mode-Boutiquen neuester Modestile von Kenzo (der erste Japaner, der sich erfolgreich in der Pariser Modeszene durchsetzte), Thierry Mugler, Esprit, Chacharel und Maje, außerdem die Boutiquen Zadig, Lamarthe und Voltaire. Das Hôtel Charlemagne (mit der Modeboutique Claudie Pierlot; Nr. 1) wurde baulich stark verändert und steht seit 1967 unter Denkmalschutz, gefolgt vom Hôtel de Montplanque (Claudie Pierlot; Nr. 1a), Hôtel Bergeret de Grancourt in Nr. 2 (Denkmalschutz seit 8. November 1962; Zadig & Voltaire). Das ehemalige Hôtel d’Émery (Nr. 3) erwarb 1690 Madame de Soyecourt, von der es seinen heutigen Namen bekam; im Hôtel de Soyecourt (Nr. 3) befindet sich Kenzo. Es folgen Hôtel Bergeret de Talmont in Nr. 4 (Lola; entstand vor 1751), Hôtel de Metz de Rosnay Nr. 4a, das Hôtel Bauyn de Péreuse (Nr. 5) beheimatet einen weiteren Laden von Kenzo. Numerisch folgen Hôtel de Prévenchères (Nr. 6), Hôtel Pellé de Montaleau (Thierry Mugler; Nr. 8); das Hôtel de L'Hospital (15. März 1928; Esprit; Nr. 9) entstand 1635 durch Marc-Antoine Acéré, das Hôtel Gigault de La Salle war ursprünglich La Feuillades Haus an Nr. 10 (Thierry Mugler) und schließlich Hôtel Cornette (Nr. 12). Genau über den Platz verläuft die Grenze zwischen dem 1. und 2. Arrondissement. Die Hausnummern 1–5 befinden sich deshalb im 1. Arrondissement, die Nummern 4a, 6, 8, 9, 10 und 12 im 2. Arrondissement.

## Lage und Bedeutung
Ab August 1792 hieß er Place des Victoires-Nationales. Der Platz öffnet sich heute nach 6 Straßen ohne Symmetrie in den Wandabschnitten. Der Platzdurchmesser beträgt 78 Meter, die angrenzenden Häuser sind maximal 19 Meter hoch, das Denkmal 8 Meter (davon erreicht der Sockel knapp 4 Meter). Das Deutsche Forum für Kunstgeschichte war hier seit seiner Gründung 1997 bis September 2011 in Nr. 10 untergebracht. Die Banque de France ist vom Platz aus sichtbar am Ende der rue Croix des Petits Champs. Auf ihn einmündende Straßen sind die rue d’Aboukir (870 Meter lang), rue Vide-Gousset, rue La Feuillade, rue Catinat, rue Croix des Petits Champs und rue Étienne Marcel. Ein Dekret vom 26. Juli 1883 genehmigte den Abbruch einiger Häuser der Platzarchitektur, um die bereits von Georges-Eugène Haussmann geplante rue Étienne Marcel zum Platz zu führen. Im Plan de Turgot von 1739 war die Straße noch nicht enthalten, sie zerstörte jedoch die gediegene Atmosphäre des Platzes.
Der Platz ist das verkehrsreiche Zentrum eines betriebsamen Handelsviertels. In seiner Nähe liegen die Métrostationen der Linie 3 (Bourse), Linie 4 (Étienne Marcel), Linie 7 (Pyramides) und Linie 14 (Pyramides). Er gehört zu den teuersten Adressen von Paris; in Nr. 1 liegt der mittlere Kaufpreis bei 14042 Euro/m².